# مقاطعة تريمبل (كنتاكي)
مقاطعة تريمبل (بالإنجليزية: Trimble County, Kentucky)‏ هي إحدى مقاطعات ولاية كنتاكي في الولايات المتحدة. تأسست سنة 1837، بلغ عدد سكانها 8809 نسمة في عام 2010 حسب إحصاء مكتب تعداد الولايات المتحدة .

## أعلام
- جارلز هنري هاردن
- صموئيل غوردون ديلي

## وصلات خارجية
- www.trimblecounty.ky.gov
- United States Counties